# Ghana ai XXIII Giochi olimpici invernali
Il Ghana ha partecipato XXIII Giochi olimpici invernali, che si sono svolti dal 9 al 28 febbraio 2018 a Pyeongchang in Corea del Sud, con una delegazione composta da 1 atleta. Portabandiera della squadra nel corso della cerimonia di apertura è stato lo skeletonista Akwasi Frimpong.

## Skeleton
Il Ghana ha qualificato nello skeleton un solo atleta, nel singolo maschile, in quanto unico rappresentante il continente africano.
| Gara             | Atleta          | 1ª manche | 2ª manche | 3ª manche | 4ª manche       | Totale  | Posizione |
| ---------------- | --------------- | --------- | --------- | --------- | --------------- | ------- | --------- |
| Singolo maschile | Akwasi Frimpong | 53"97     | 54"46     | 53"69     | non qualificato | 2'42"12 | 30º       |